# Cheiridium
Genre
Synonymes
- Isocheiridium Chamberlin, 1938

Cheiridium est un genre de pseudoscorpions de la famille des Cheiridiidae.

## Distribution
Les espèces de ce genre se rencontrent en Amérique, en Afrique, en Asie, en Europe et à Hawaï.

## Liste des espèces
Selon Pseudoscorpions of the World (version 3.0) :
- Cheiridium andinum Vitali-di Castri, 1962
- Cheiridium angustum Beier, 1978
- Cheiridium aokii Sato, 1984
- Cheiridium brasiliense Mahnert, 2001
- Cheiridium capense Beier, 1970
- Cheiridium chamberlini Dumitresco & Orghidan, 1981
- Cheiridium congicum Beier, 1970
- Cheiridium danconai Vitali-di Castri, 1965
- Cheiridium fallax Beier, 1970
- Cheiridium firmum Hoff, 1952
- Cheiridium insperatum Hoff & Clawson, 1952
- Cheiridium insulare Vitali-di Castri, 1984
- Cheiridium itapemirinense (Feio, 1941)
- Cheiridium minor Chamberlin, 1938
- Cheiridium museorum (Leach, 1817)
- Cheiridium nepalense Ćurčić, 1980
- Cheiridium nubicum Beier, 1962
- Cheiridium perreti Mahnert, 1982
- Cheiridium reyesi Muchmore, 1992
- Cheiridium saharicum Beier, 1965
- Cheiridium simulacrum Chamberlin, 1938
- Cheiridium somalicum Mahnert, 1984
- Cheiridium tumidum Mahnert, 1982
- † Cheiridium hartmanni (Menge, 1854)

et décrite depuis :
- Cheiridium piracanjubae Bedoya-Roqueme, Silva dos Reis, de Freitas Barroso & Tizo-Pedroso, 2023

## Systématique et taxinomie
Ce genre a été décrit par Menge en 1855.
Isocheiridium a été placé en synonymie par Hoff et Clawson en 1952.

## Publication originale
- Menge, 1855 : « Über die Scheerenspinnen, Chernetidae. » Neueste Schriften der Naturforschenden Gesellschaft, vol. 5, no 2, p. 1-43.